# Žel
Žel je priimek več znanih Slovencev: 
- Franc Žel (Shell) (1815—1865), teolog, filozof
- Jana Žel (*1958), rastlinska fiziologinja, biolotehnoginja, univ. prof.
- Jurij Žel, veterinar (kirurgija malih živali)
- Maja Žel Nolda, radijska novinarka (ARS)
- Tone (Anton) Žel (1923—1986), zdravnik okulist (oftalmolog)
- Roland Žel (*1972), politolog-obramboslovec, državni funkcionar